# افروجک
نیک وان د وال (به انگلیسی: Nick van de Wall) تهیه کنندهٔ موسیقی، آهنگساز و دی‌جی اهل هلند است که با نام افروجک شناخته می‌شود. از مهم‌ترین ترانه‌های وی می‌توان به "Take Over Control" که با همکاری اوا سایمونز ساخته شد اشاره کرد که بین ده آهنگ برتر کشور بلژیک انتخاب شد. همچنین وی در آهنگ همه چیز را به من بده کاری از پیتبول و ترانهٔ دختران از بیانسه حضور داشت. او در تاریخ ۲۶ سپتامبر ۲۰۲۰ با الترا لامبورگینی ازدواج کرد.

## آلبوم‌ها
- Lost & Found - 2010
- Lost & Found 2 - 2011
- It's a Matter Of... - 2013
- Forget the World - 2014